# Keine Grenzen (utwór muzyczny)
Keine Grenzen – Żadnych granic – utwór i pierwszy singiel z płyty Keine Grenzen zespołu Ich Troje, napisany w 2002 i wydany w styczniu 2003 przez wytwórnię Universal Music. Muzykę skomponował Andre Franke, słowa napisali Joachim Horn-Bernges, Michał Wiśniewski i Jacek Łągwa.
25 stycznia 2003 utwór wygrał polskie selekcje do 48. Konkursu Piosenki Eurowizji. Jest to pierwsza polska propozycja konkursowa, która została wybrana drogą krajowych eliminacji. Piosenka została wykonana w języku polskim, niemieckim i rosyjskim.
24 maja 2003 utwór został wykonany podczas finału Eurowizji 2003 w Rydze i zajął siódme miejsce, osiągając tym samym drugie najlepsze w historii udziału Polski w konkursie.

## Lista utworów
1. „Keine Grenzen – Żadnych granic” – 3:00[9]